# Парламентские выборы в Кирибати (2015—2016)
Парламентские выборы в Республике Кирибати проходили 30 декабря 2015 года и 7 января 2016 года.

## Избирательная система
Палата собрания включает 46 депутатов, из которых 44 депутата избираются в 23 одно- и многомандатных округах в двух турах голосования, один депутат представляет остров Банаба и один ex officio член парламента (Генеральный прокурор). Спикер парламента избирается извне палаты после выборов.

## Результаты
Из 44 депутатов парламента 19 были избраны в первом туре и 25 — во втором. В первом же туре министр Том Мюрдок потерял своё место в парламенте. Во втором туре также потеряли свои места министр труда Мартин Морети и министр окружающей среды Тиарите Квонг. Бывший президент Театао Теаннаки потерял своё место от Абаианга. Сохранили свои места бывшие президенты Иеремиа Табаи и Тебуроро Тито.
| Партия                                                           | 1-й тур | 1-й тур | 1-й тур | 2-й тур | 2-й тур | 2-й тур | Всего мест | +/- |
| Партия                                                           | Голоса  | %       | Мест    | Голоса  | %       | Мест    | Всего мест | +/- |
| ---------------------------------------------------------------- | ------- | ------- | ------- | ------- | ------- | ------- | ---------- | --- |
| Столпы истины                                                    |         |         |         |         |         |         | 26         | +11 |
| Объединённая коалиционная партия                                 |         |         |         |         |         |         | 19         |     |
| Партия Маурин Кирибати                                           |         |         |         |         |         |         | 19         |     |
| Избранный спикер                                                 | -       | -       | -       | -       | -       | -       | 1          | 0   |
| Недействительных/пустых бюллетеней                               |         | -       | -       |         | -       | -       | -          | -   |
| Всего                                                            |         |         | 19      |         |         | 25      | 46         | 0   |
| Зарегистрированных избирателей/Явка                              |         |         | -       |         |         | -       | -          | -   |
| Источник: IPU Архивная копия от 26 марта 2017 на Wayback Machine |         |         |         |         |         |         |            |     |